# Вибори до Бундестагу 2013
Вибори до Бундестагу (2013) — парламентські вибори в Німеччини, що відбулись 22 вересня 2013 року. На них обрали 630 членів 18-го скликання Бундестагу, федерального парламенту Німеччини.
Двома основними кандидатами на посаду голови уряду стали чинний канцлер Ангела Меркель (від блоку ХДС/ХСС) та представник опозиції Пеер Штайнбрюк (від СДПН).
Кандидатом від ВДП був Райнер Брюдерле. Кандидатами від Зелених виступили Юрґен Тріттін та Катрін Ґерінґ-Екардт. Ліві висунули одразу 9 політиків як команду кандидатів: Ніколь Голке, Ян ван Акен, Карен Лай, Клаус Ернст, Ґреґор Ґізі, Дітмар Бартш, Сара Вагенкнехт, Діана Гольце. 
Нову партію «Альтернатива для Німеччини» на виборах представляли Конрад Адам, Бернд Луке та Фрауке Петрі.

## Підсумки
За офіційними даними, найбільшу кількість голосів набрав блок ХДС/ХСС на чолі з Ангелою Меркель — 41,5 % (що стало найкращим результатом блоку за останні 20 років). СДПН — 25,7 %, Ліва партія — 8,6 % і Партія зелених — 8,4 %.
Нова партія «Альтернатива для Німеччини» з євроскептичною програмою не набрала необхідного мінімуму 5 % і не потрапила до парламенту.
Вільна демократична партія (ВДП) уперше за свою історію з 1949 року також не потрапила до парламенту, набравши лише 4,8 %. Таким чином Ангела Меркель втратила традиційного партнера в коаліції.
Математично була можлива також коаліція без участі переможного блоку ХДС/ХСС, а саме об'єднання соціал-демократів із зеленими та лівими. Проте представники Соціал-демократичної партії неодноразово виступали проти співпраці з лівими, закидаючи їм популізм.
Блок ХДС/ХСС проводив переговори про так звану «велику коаліцію» зі Соціал-демократичною партією або про коаліцію з Партією зелених. Лише після того як 76 % членів СДПН у всіх землях Німеччини схвалили коаліцію з ХДС/ХСС на внутріпартійному референдумі, вдалося сформувати «велику» коаліцію з ХДС/ХСС і СДПН.